# Ананије Вербицки
Ананије Алексејевић Вербицки (рус. Вербицкий, Ананий Алексеевич; Лебедин, 24. септембар 1895. – Херцег Нови, 4. октобар 1974.) био је српски сликар, сценограф и костимограф руског порекла који је значајно допринео обнови Народног позоришта у Београду.

## Биографија
Ананије Алексејевић Вербицки је завршио сликарски одсек Уметничке императорске државне школе у Петрограду (1917). У Београд је дошао 1920. године и одмах се уписао у Уметничку школу.
За декоративног сликара постављен је 1922. Сценограф Народног позоришта у Београду био је до 1946. Прва сценска искуства стекао је под руководством Леонида Браиловског (бившег сценографа Императорског позоришта у Петрограду) и позоришног сликара Јована Бијелића.
Вербицки ре радио као сликар и сценограф Београдског драмског позоришта (раније званог: Савремено позориште). Радио је и за позоришта у Шапцу, Нишу, Новом Саду, Подгорици, Цетињу, Котору и Тузли. Радио је и на филму и телевизији.
Вербицки је прешао је пут од традиционалне до модерне сценографије. Нацрте за сценографију излагао је у Паризу (1925) и Београду (1929, 1938, 1965). На изложбама УЛУС-а излагао је пејзаже и портрете.
По одласку у пензију, 31. августа 1963. преселио се у Херцег Нови где је помагао позоришним посленицима у Цетињу и Подгорици, посебно свом пријатељу, руском емигранту и редитељу Василију Шћућкину.
За потребе цркве Светог Леополда Мандића у Херцег Новом, Вербицки је насликао олтарску слику овог католичког свеца.

## Самосталне сценографије

### Позоришне драме и комедије:
- Богојављенска ноћ од Вилијама Шекспира у режији Јурија Ракитина (1923),
- Царство мрака од Лава Толстоја у режији Ракитина (1928),
- Дивља патка од Хенрика Ибзена у режији Ракитина (1935),
- Госпођа министарка од Бранислава Нушића (1929. и у периоду после Другог светског рата),
- Кир Јања и Покондирена тиква од Јована Стерије Поповића у режији Радомира Плаовића (1930-те),
- Срећа А. Д. од В. В. Јанковића у режији Радомира Плаовића (1930-те),
- Подвала (1944) и Два цванцика (1946) од Милована Глишића,
- Најезда од Леонида Леонова.

### Опере и балети:
- Јеврејка од Жака Франсоа Фроментала Алевија
- Лакме; Дафне и Клои од Леа Делиба,
- Фра Дијаволо од Данијела Обера,
- Босанска љубав од Алфреда Пордеса,
- Прича о Хонзи од Оскара Недбала,
- Половецки логор; Кнез Игор од Алекандра Бородина,
- Пајаци од Руђера Леонкавала,
- Поема од Станојла Рајичића,
- Мадам Батерфлај од Ђакома Пучинија,
- Дођоше до града од Ђ. Прислија.

У операма и балетима Вербицки је радио са редитељима Теодором Павловским и Јевгенијем Марјашецом и кореографима Маргаритом Фроман и Антоном Романовским.